# Muda (zarządzanie)
Muda (jap. 無駄) – japońskie słowo (dosłownie „bezużyteczny, daremny, zbędny”) używane w Systemie Produkcyjnym Toyoty (ang. Toyota Production System) oraz w lean management (szczupłym zarządzaniu) dla określenia każdej czynności, która zużywa zasoby, lecz nie dodaje wartości dla zewnętrznego lub wewnętrznego klienta. W polskiej literaturze zarządzania słowo muda tłumaczone jest jako „strata” lub „marnotrawstwo”.

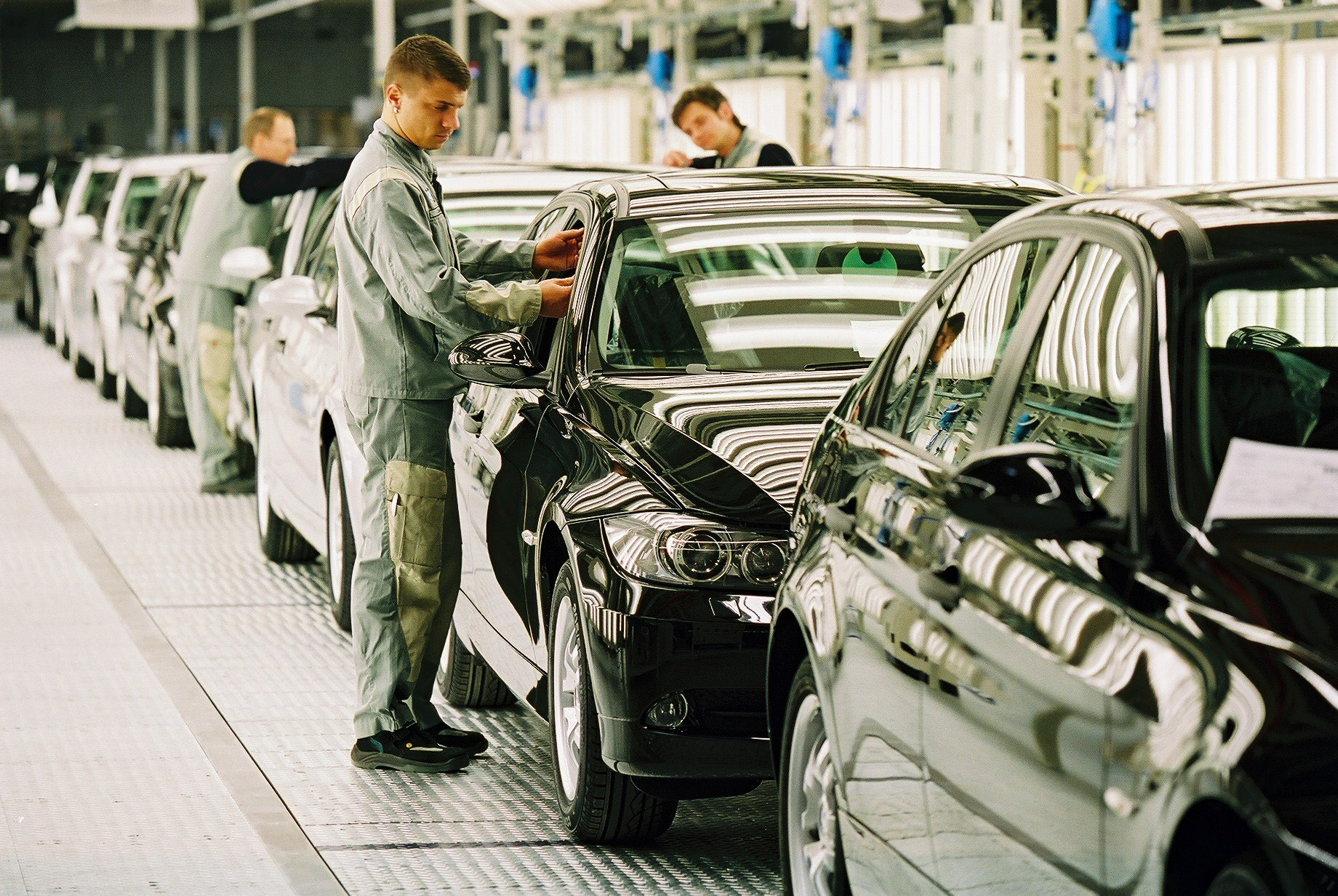
Nadprodukcja jest niezgodna z, będącą standardem w sektorze motoryzacyjnym, metodą just-in-time

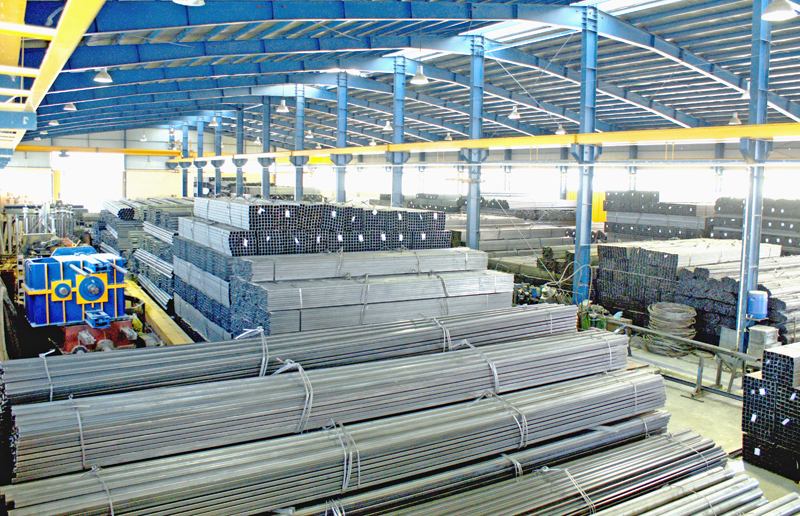
Wynikiem nadprodukcji są zapasy

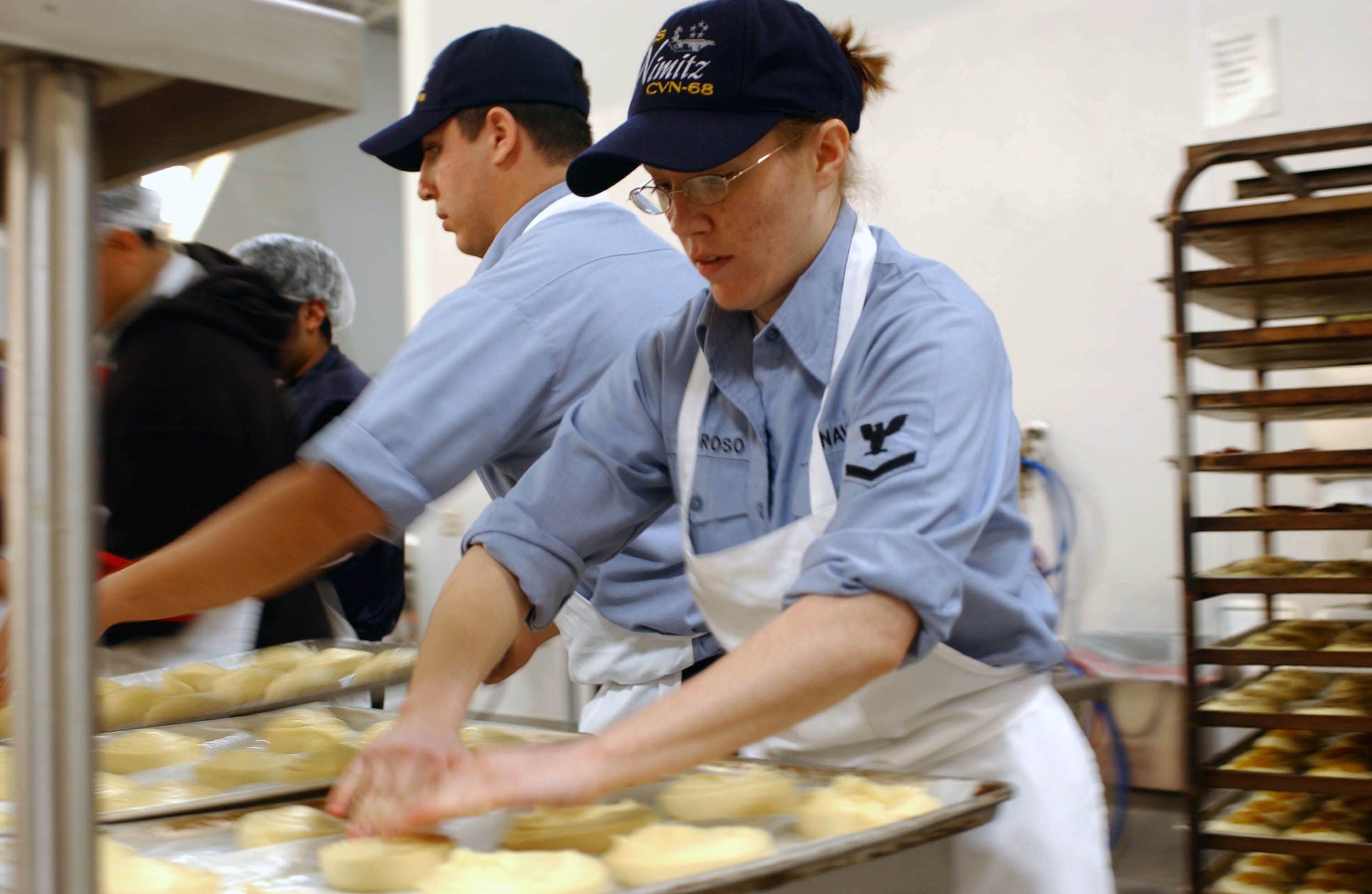
Muda ruchu to każdy niepotrzebny wysiłek fizyczny wykonywany przez pracownika w czasie pracy

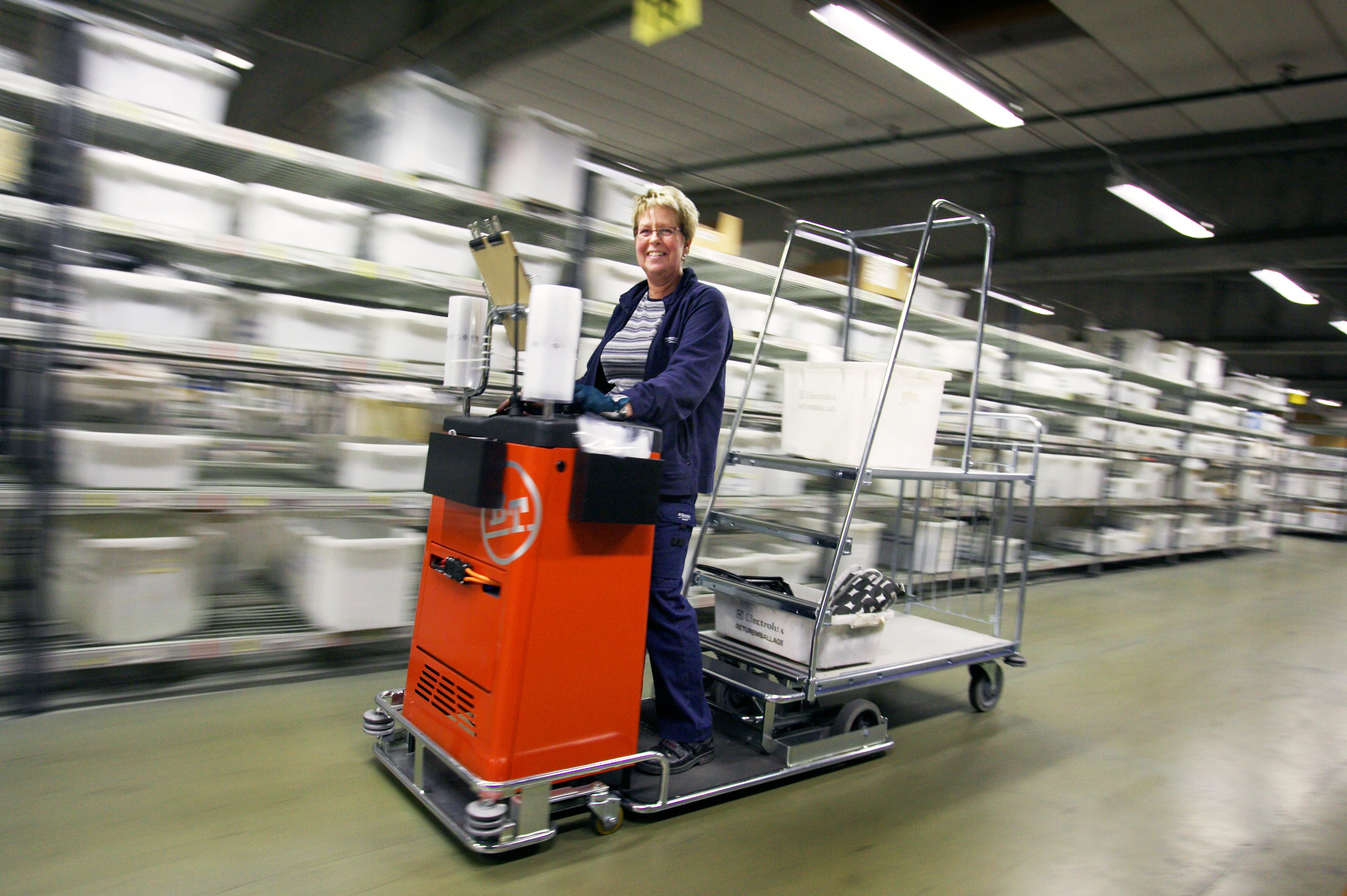
Muda transportu występuje najczęściej w przedsiębiorstwach produkcyjnych i logistycznych

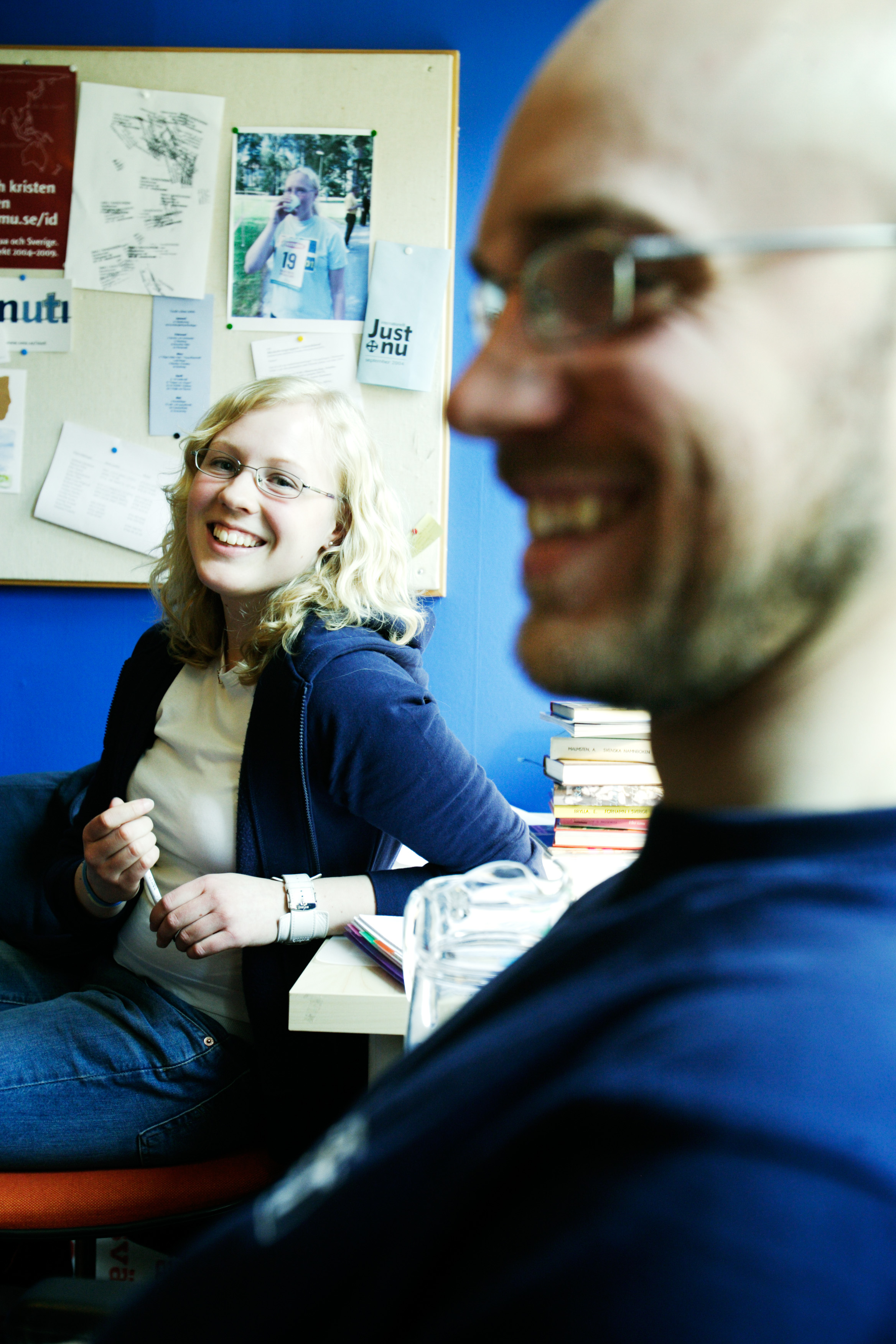
Wraz ze wzrostem znaczenia wiedzy niewykorzystany potencjał pracowników zaczął być uznawany za jeden z najważniejszych rodzajów mudy

Muda jest jednym z trzech – obok mura (nieregularności) i muri (nadmiernego obciążenia pracą) – podstawowych rodzajów nieefektywnych działań w szczupłym zarządzaniu.  Wyeliminowanie mudy ze wszystkich procesów w organizacji pozwala wzmocnić jej konkurencyjność, między innymi dzięki lepszemu wykorzystywaniu dostępnych zasobów, podniesieniu wydajności pracy oraz obniżeniu kosztów wytworzenia produktów lub usług.

## Rodzajemudy
W wydanej w 1978 w Japonii i 1988 w Stanach Zjednoczonych książce Toyota Production System: Beyond Large-Scale Production Taiichi Ohno, uważany za twórcę Systemu Produkcyjnego Toyoty, wskazał siedem rodzajów mudy występujących w działalności produkcyjnej. Z czasem klasyczna lista siedmiu strat Ohno znalazła także zastosowanie w sektorach usługowych. Zaczęła być ona również uzupełniana o jeszcze jeden rodzaj marnotrawstwa − niewykorzystany potencjał pracowników. Stąd współcześnie w lean management definiowanych jest zwykle osiem rodzajów mudy:
Nadprodukcja (ang. waste of overproduction) – wytwarzanie produktów, usług lub informacji w oderwaniu od zgłaszanego popytu, to znaczy z wyprzedzeniem lub w ilości większej niż niezbędna. Produkowanie w nadmiarze jest niezgodne z kluczową dla systemu produkcyjnego Toyoty metodą just-in-time. Taiichi Ohno uważał nadprodukcję za najgroźniejszy rodzaj marnotrawstwa, gdyż prowadzi ona do powstawania innych rodzajów mudy (przede wszystkim zapasów). 
Nadmierne zapasy (ang. waste of inventory) – większa niż niezbędne minimum ilość surowców, półproduktów, pracy w toku oraz wyrobów gotowych. Obecność zapasów jest konsekwencją nadprodukcji. Zapasy „zamrażają“ środki finansowe, które mogłyby zostać przeznaczone na inne cele. Zwiększają także ryzyko przypadkowego zniszczenia, uszkodzenia i starzenia się produktów oraz generują dodatkowe koszty transportu i magazynowania. Posiadanie nadmiernych zapasów pozwala maskować problemy w przedsiębiorstwie m.in. z jakością produktów, nierzetelnymi dostawcami i złym stanem technicznym maszyn.
Błędy i wady jakościowe (ang. waste of defects) – wadliwe produkty lub niewłaściwie wykonane usługi, i związana z tym konieczność m.in. dodatkowych inspekcji, ponownego wytworzenia, naprawy lub wymiany wadliwego produktu oraz czas poświęcony na odpowiadanie na reklamacje klientów. Do tej kategorii strat zaliczana jest każda praca lub czynność, która nie została wykonana z wynikiem pozytywnym za pierwszym razem i musiała zostać powtórzona.
Oczekiwanie (ang. waste of waiting) – niepotrzebne oczekiwanie produktu w procesie dodawania wartości lub oczekiwanie maszyn lub ludzi na potrzebne materiały, narzędzia, instrukcje lub informacje niezbędne do wykonania pracy. W procesach administracyjnych jest to m.in. oczekiwanie na decyzje, podpisy, zezwolenia, zaświadczenia, a także kolejki (np. w urzędach i placówkach służby zdrowia).
Nadmierne przetwarzanie (ang. waste of overprocessing) – każda czynność, która nie jest niezbędna do wytworzenia produktu lub usługi o wymaganych przez klienta parametrach i poziomie jakości. Zastosowanie zaawansowanych i drogich technologii, maszyn, narzędzi informatycznych etc. w sytuacji, kiedy do osiągnięcia tego samego wyniku wystarczyłyby prostsze i tańsze. Podpisy, dokumenty, zaświadczenia, zgody przełożonych, które nie są niezbędne do wykonania zadania. Zbędne podróże służbowe, raporty, kontrole czy też niepotrzebnie zwoływane zebrania.
Zbędny transport (ang. waste of transportation) – niepotrzebne przemieszczanie produktów lub materiałów zarówno w obrębie organizacji, jak i między organizacjami. Podobnie jak w przypadku zapasów, transport generuje dodatkowe koszty oraz zwiększa ryzyko zniszczenia lub uszkodzenia produktów.
Zbędny ruch (ang. waste of motion) – każdy zbędny  wysiłek fizyczny wykonywany przez pracownika w trakcie wykonywania pracy (chodzenie, sięganie po przedmioty, schylanie się, przechodzenie z miejsca na miejsce) wynikający najczęściej z niewłaściwej organizacji lub nieprawidłowego zaprojektowania stanowiska pracy.
Niewykorzystany potencjał pracowników (ang. waste of untapped human potential) – niewykorzystywanie przez organizację pomysłów, kreatywności, kompetencji, talentów, a także dostępnego czasu pracy jej pracowników, oraz wykonywanie przez nich zadań poniżej ich kompetencji; niesłuchanie pracowników i przekonanie, że tylko kierownicy mogą mieć dobre pomysły.
W celu łatwiejszego zapamiętania klasycznych siedmiu rodzajów mudy w języku angielskim stosowany jest akronim TIM WOOD (transportation, inventory, motion, waiting, overproduction, overprocessing, defects).
Jednym z ważniejszych narzędzi stosowanych w szczupłym zarządzaniu do identyfikacji mudy jest „mapowanie strumienia wartości” (ang. value stream mapping).

## Podziałmudy
W literaturze spotyka się także dodatkowy podział na mudę pierwszego typu (czynności niedodające wartości, ale potrzebne i niedające się szybko wyeliminować – najczęściej wynikają one ze stosowanej technologii) oraz mudę drugiego typu (czynności zbędne, które mogą − i powinny − zostać wyeliminowane niezwłocznie).